# Grantley Herbert Adams
Sir Grantley Herbert Adams (ur. 28 kwietnia 1898, zm. 28 listopada 1971) – barbadoski polityk. Pierwszy premier kolonii Barbados od 1 listopada 1954 do 18 listopada 1958, następnie w latach 1958–1962 premier Federacji Indii Zachodnich.
Z zawodu adwokat. Członek Partii Pracy Barbadosu.